# Santa Croce in Gerusalemme (titolo cardinalizio)
Santa Croce in Gerusalemme (in latino: Titulus Sanctæ Crucis in Hierusalem) è un titolo cardinalizio istituito da papa Gregorio I intorno al 600 per rimpiazzare quello di San Nicomede in Via Nomentana, che lo stesso pontefice aveva soppresso. In base al catalogo di Pietro Mallio, compilato durante il pontificato di papa Alessandro III, il titolo era collegato alla basilica di San Lorenzo fuori le mura e i suoi sacerdoti vi celebravano messa a turno. Il titolo insiste sulla basilica di Santa Croce in Gerusalemme.
Dal 28 giugno 2017 il titolare è il cardinale Juan José Omella, arcivescovo metropolita di Barcellona.

## Titolari
Si omettono i periodi di titolo vacante non superiori ai 2 anni o non storicamente accertati.
- Giovanni (menzionato nel 980)[1]
- Giovanni (?) (1012 - prima del 1033)
- Amico seniore, O.S.B. (1088 - circa 1120)
- Amico iuniore, O.S.B. (1120 - 1122)
- Gerardo Caccianemici dell'Orso, canonico regolare (1122 - 12 marzo 1144 eletto papa con il nome di Lucio II)
- Ubaldo Caccianemici, Canonico Regolare di San Frediano di Lucca (giugno 1144 - 1171 deceduto)
- Thibaud (o Théobald), O.S.B. Clun. (1171 - 1178 nominato cardinale vescovo di Ostia-Velletri)
- Ardoino da Piacenza (o Arduino ), Canonico Regolare di San Frediano di Lucca (22 settembre 1178 - 1184 ? deceduto)
- Albino da Milano,  C.R.S.A. (1185 - 1189 nominato cardinale vescovo di Albano)
- Leone Brancaleone, C.R.S.A. (1202 - 25 agosto 1230 deceduto)
- Pietro dell'Aquila, O.S.B. Cas. (18 settembre 1294 - 3 giugno 1298 deceduto)
- Teodorico Ranieri (o Thierry) (4 dicembre 1298 - 13 giugno 1299 nominato cardinale vescovo di Palestrina)
  - Titolo vacante (1299 - 1350)
- Raymond de Canillac, C.R.S.A. (17 dicembre 1350 - 4 novembre 1361 nominato cardinale vescovo di Palestrina)
  - Titolo vacante (1361 - 1383)
- Guy de Malesec (o Maillesec) (20 dicembre 1375 - 1383 nominato cardinale vescovo di Palestrina)
  - Titolo vacante (1383 - 1389)
- Cosma Gentile Migliorati (o Cosimo) (18 dicembre 1389 - 17 ottobre 1404 eletto papa con il nome di Innocenzo VII)
- Giovanni Migliorati (12 giugno 1405 - 16 ottobre 1410 deceduto)
- Francesco Lando (6 giugno 1411 - 23 dicembre 1424 nominato cardinale vescovo di Sabina), pseudocardinale fino al 1417
- Niccolò Albergati, O.Cart. (27 maggio 1426 - 9 maggio 1443 deceduto)
- Domenico Capranica (maggio 1444 - 14 agosto 1458 deceduto)
- Angelo Capranica (26 marzo 1460 - 11 dicembre 1472); in commendam (11 dicembre 1472 - 3 luglio 1478 deceduto)
- Pedro González de Mendoza (6 luglio 1478 - 11 gennaio 1495 deceduto)
- Bernardino López de Carvajal (2 febbraio 1495 - 3 agosto 1507 nominato cardinale vescovo di Albano)
- Antonio Maria Ciocchi del Monte, in commendam (1511 - 1527 dimesso)
- Francisco de los Ángeles Quiñones, O.F.M. (25 settembre 1528 - 5 novembre 1540 deceduto)
- Marcello Cervini (5 novembre 1540 - 9 aprile 1555 eletto papa con il nome di Marcello II)
- Bartolomé de la Cueva de Albuquerque (29 maggio 1555 - 29 giugno 1562 deceduto)
- Giovanni Antonio Capizucchi (6 luglio 1562 - 7 novembre 1565 nominato cardinale presbitero di San Clemente)
- Francisco Pacheco de Villena (17 novembre 1565 - 23 agosto 1579 deceduto)
- Alberto d'Austria, diaconia  pro illa vice (12 febbraio 1580 - 31 luglio 1598 dimesso)
- Francisco de Ávila y Guzmán (8 gennaio 1599 - 20 gennaio 1606 deceduto)
- Ascanio Colonna (30 gennaio 1606 - 5 giugno 1606 nominato cardinale vescovo di Palestrina)
- Antonio Zapata y Cisneros (5 giugno 1606 - 17 ottobre 1616 nominato cardinale presbitero di Santa Balbina)
- Gaspar de Borja y Velasco (o Borgia) (17 ottobre 1616 - 15 luglio 1630 nominato cardinale vescovo di Albano)
- Baltasar Moscoso y Sandoval (12 agosto 1630 - 17 settembre 1665 deceduto)
- Alfonso Litta (5 maggio 1666 - 28 agosto 1679 deceduto)
- Johann Eberhard Nidhard (o Nidhardus, o Neidarth, o Neidhardt, o Nidhard, o Neithardt, o Neidthardt), S.I. (25 settembre 1679 - 1º febbraio 1681 deceduto)
- Decio Azzolini juniore (22 dicembre 1681 - 15 febbraio 1683 nominato cardinale presbitero di Santa Maria in Trastevere)
  - Titolo vacante (1683 - 1689)
- Pedro de Salazar Gutiérrez de Toledo, O. de M. (14 novembre 1689 - 15 agosto 1706 deceduto)
  - Titolo vacante (1706 - 1709)
- Ulisse Giuseppe Gozzadini (19 giugno 1709 - 20 marzo 1728 deceduto)
- Prospero Lambertini (10 maggio 1728 - 17 agosto 1740 eletto papa con il nome di Benedetto XIV)
- Giuseppe Firrao (29 agosto 1740 - 24 ottobre 1744 deceduto)
- Gioacchino Besozzi, O.Cist. (7 dicembre 1744 - 18 giugno 1755 deceduto)
- Luca Melchiore Tempi (23 maggio 1757 - 17 luglio 1762 deceduto)
- Ludovico Valenti (20 dicembre 1762 - 18 ottobre 1763 deceduto)
  - Titolo vacante (1763 - 1766)
- Niccolò Serra (1º dicembre 1766 - 14 dicembre 1767 deceduto)
  - Titolo vacante (1767 - 1775)
- Antonio Eugenio Visconti (3 aprile 1775 - 4 marzo 1788 deceduto)
- František Herzan von Harras (7 aprile 1788 - 1º giugno 1804 deceduto)
  - Titolo vacante (1804 - 1816)
- Alessandro Malvasia (29 aprile 1816 - 12 settembre 1819 deceduto)
  - Titolo vacante (1819 - 1823)
- Giacinto Placido Zurla, O.S.B.Cam. (17 novembre 1823 - 29 ottobre 1834 deceduto)
- Alessandro Giustiniani (19 dicembre 1834 - 11 ottobre 1843 deceduto)
- Antonio Maria Cagiano de Azevedo (25 gennaio 1844 - 23 giugno 1854 nominato cardinale vescovo di Frascati)
- Ján Krstiteľ Scitovský (16 novembre 1854 - 19 ottobre 1866 deceduto)
- Raffaele Monaco La Valletta (16 marzo 1868 - 24 marzo 1884 nominato cardinale vescovo di Albano)
- Lucido Maria Parocchi (24 marzo 1884 - 24 maggio 1889 nominato cardinale vescovo di Albano)
- Pierre-Lambert Goossens (27 maggio 1889 - 25 gennaio 1906 deceduto)
- Benedetto Lorenzelli (18 aprile 1907 - 15 settembre 1915 deceduto)
- Willem Marinus van Rossum, C.SS.R. (6 dicembre 1915 - 30 agosto 1932 deceduto)
- Pietro Fumasoni Biondi (16 marzo 1933 - 12 luglio 1960 deceduto)
- Giuseppe Antonio Ferretto (19 gennaio 1961 - 26 marzo 1961 nominato cardinale vescovo di Sabina e Poggio Mirteto)
- Efrem Forni (22 marzo 1962 - 26 febbraio 1976 deceduto)
- Victor Razafimahatratra, S.J. (24 maggio 1976 - 6 ottobre 1993 deceduto)
- Miloslav Vlk (26 novembre 1994 - 18 marzo 2017 deceduto)
- Juan José Omella, dal 28 giugno 2017